# 吉氏真小鯉
吉氏真小鯉（学名：Cyprinella gibbsi）为輻鰭魚綱鯉形目雅羅魚科的其中一種，分布於北美洲美國阿拉巴馬州及喬治亞州的阿拉巴馬河流域，體長可達9.5公分，棲息在沙石底質的溪流，生活習性不明。